# Wydział Zarządzania Politechniki Warszawskiej
Wydział Zarządzania Politechniki Warszawskiej (WZ) – wydział Politechniki Warszawskiej.
Wydział mieści się w Gmachu Nowym Technologicznym przy ul. Narbutta 85.

## Opis
Wydział kontynuuje tradycje tradycje uprawiania nauk o zarządzaniu, zapoczątkowane w 1919 roku na Politechnice Warszawskiej przez jednego z prekursorów naukowego zarządzania, Karola Adamieckiego. 
Wydział został powołany 26 marca 2008 roku na bazie Instytutu Organizacji Systemów Produkcyjnych Wydziału Inżynierii Produkcji uchwałą Senatu Politechniki Warszawskiej (nr 296/XLVI/2008). Działalność rozpoczął w dniu 1 września 2008 roku. W 2010 roku uzyskał uprawnienia do doktoryzowania, a od maja 2016 roku posiadał pełnię praw akademickich (uprawnienia do doktoryzowania, habilitowania i występowania z wnioskiem o tytuł profesora); od 1 października 2019 roku uprawnienia te przeszły na Senat i Radę Dyscypliny Nauk o Zarządzaniu i Jakości w PW.

## Kierunki i specjalności
Absolwenci wydziału uzyskują wiedzę i umiejętności zarówno w zakresie nauk o organizacji i zarządzaniu, nauk ekonomicznych, prawnych i społecznych, jak również w obszarze nauk technicznych – szczególnie na studiach inżynierskich.
Wydział prowadzi studia stacjonarne i niestacjonarne na dwóch kierunkach:
- Zarządzanie (Z)
  - licencjackie stopnia pierwszego (I)
  - magisterskie stopnia drugiego (II)
- Inżynieria zarządzania (IZ)
  - inżynierskie stopnia pierwszego (I)
  - magisterskie stopnia drugiego (II).

## Zakłady
- Zakład Rozwoju Strategicznego Organizacji
- Zakład Przedsiębiorczości i Innowacji
- Zakład Finansów
- Zakład Zarządzania Produkcją, Procesami i Projektami
- Zakład Systemów Inteligentnych
- Zakład Zarządzania Publicznego

## Władze wydziału w kadencji 2024−2028
- Dziekan: prof. dr hab. inż. Agnieszka Bitkowska
- Prodziekan ds. współpracy i rozwoju: dr hab. inż. Piotr Korneta
- Prodziekan ds. nauki: dr. hab. inż. Katarzyna Rostek
- Prodziekan ds. kształcenia: dr inż. Katarzyna Skroban
- Prodziekan ds. studenckich: dr Marta Kruk

## Władze wydziału w kadencji 2020–2024
- Dziekan: dr hab. inż. Jarosław Domański
- Prodziekan ds. ogólnych: dr hab. inż. Eryk Głodziński
- Prodziekan ds. nauki: dr. hab. inż. Anna Kosieradzka
- Prodziekan ds. studiów: dr inż. Krystyna Agata Lamparska-Jasińska
- Prodziekan ds. studenckich: dr inż. Grzegorz Kunikowski

## Władze wydziału w kadencji 2019–2020
- Dziekan: prof. dr hab. inż. Wiesław Kotarba
- Prodziekan ds. ogólnych i rozwoju: dr hab. inż. Lech Gąsiorkiewicz, prof. PW
- Prodziekan ds. nauki: dr. hab. inż. Anna Kosieradzka, prof. PW
- Prodziekan ds. studiów: dr hab. inż. Katarzyna Rostek, prof. PW
- Prodziekan ds. studenckich: dr inż. Grzegorz Kunikowski

## Władze wydziału w kadencji 2016–2019
- Dziekan: dr hab. inż. Janusz Zawiła-Niedźwiecki, prof. PW
- Prodziekan ds. nauki i rozwoju: dr. hab. inż. Anna Kosieradzka, prof. PW
- Prodziekan ds. studiów: dr hab. inż. Katarzyna Rostek, prof. PW
- Prodziekan ds. ogólnych i studenckich: dr inż. Grzegorz Kunikowski

## Władze wydziału w kadencji 2012–2016
- Dziekan: prof. zw. dr hab. inż. Tadeusz Krupa
- Prodziekan ds. ogólnych: prof. dr hab. inż. Wiesław Kotarba
- Prodziekan ds. studiów: dr. hab. inż. Anna Kosieradzka
- Prodziekan ds. studenckich: dr hab. inż. Jarosław Domański

## Władze wydziału w kadencji 2008–2012
- Dziekan: prof. zw. dr hab. inż. Tadeusz Krupa
- Prodziekan ds. ogólnych: prof. dr hab. inż. Wiesław Kotarba
- Prodziekan ds. studiów: dr. inż. Jacek Bałuk
- Prodziekan ds. studenckich: dr hab. inż. Jarosław Domański

## Koła naukowe
- Studenckie Koło Naukowe MANAGER – tematyka: praktyczne i teoretyczne aspekty organizacji i zarządzania